# Giulio Cardini

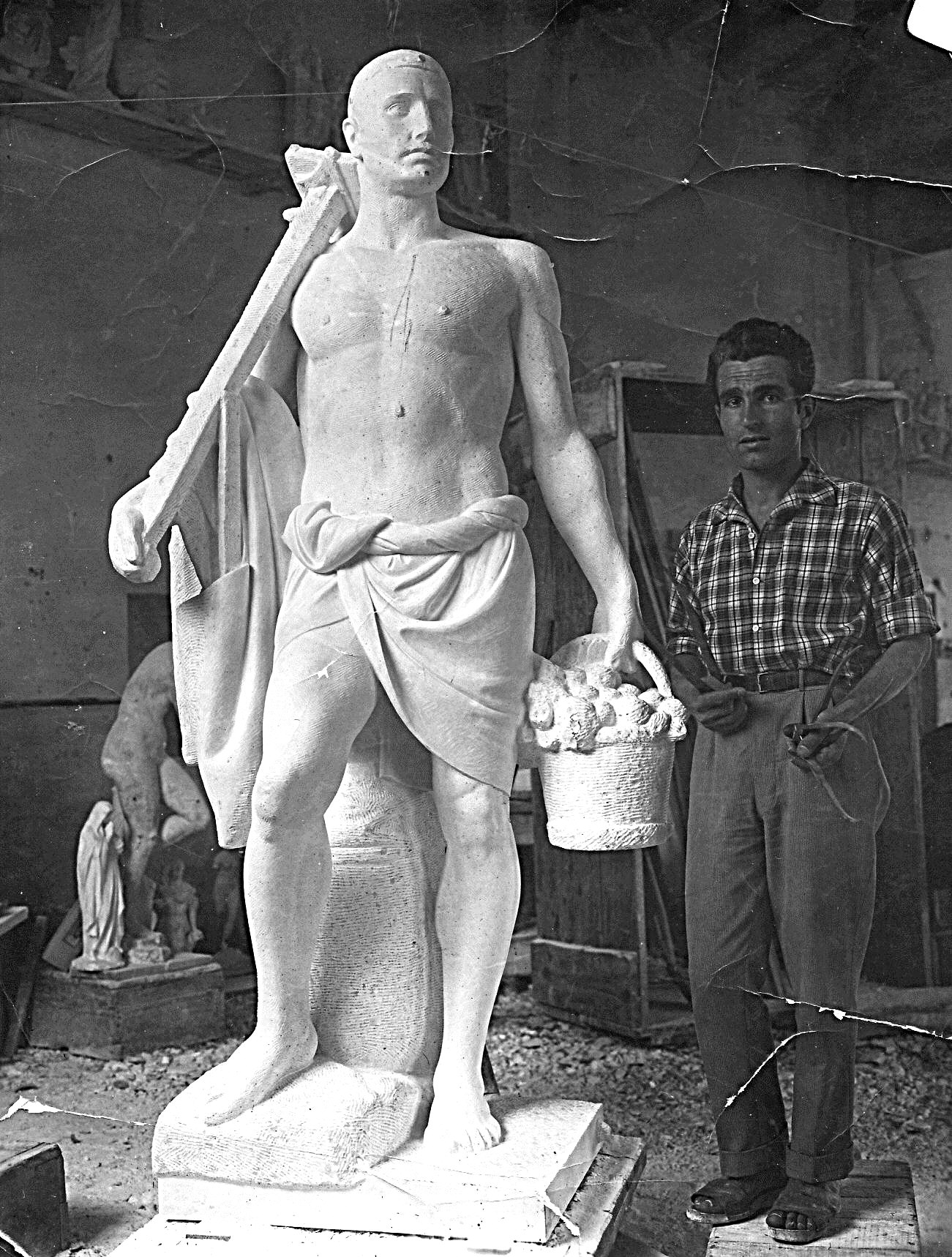
Immagine giovanile di Giulio Cardini

Giulio Cardini (Pietrasanta, 26 febbraio 1930 – Camaiore, 6 dicembre 2007) è stato uno scultore italiano.

## Biografia e carriera
Nato a Risciolo di Pietrasanta in una famiglia molto semplice (il padre era imbianchino e la madre contadina),ha imparato l'arte della scultura facendo la gavetta in alcuni laboratori di Pietrasanta e di Querceta, dove si eseguivano copie di grandi opere d'arte come il David di Michelangelo. Negli anni 50 ha partecipato al restauro delle sculture presenti nell'Abbazia di Montecassino e danneggiate dai bombardamenti alleati della seconda guerra mondiale. Sulla base di fotografie d'archivio, venivano ricostruite le parti mancanti delle sculture, in maniera da farle ritornare alla loro bellezza originale.  Negli anni 60 è entrato a far parte di una cooperativa, la cui sede era all'interno della ditta Henraux di Querceta. Il lavoro che vi si svolgeva era quello di trasformare in scultura finita ed in grande i bozzetti, spesso di piccole dimensioni,  preparati dai più grandi artisti dell'epoca. Si annovera in questi anni la collaborazione con personaggi come Henry Moore, Marino Marini, Antoine Poncet, Pietro Cascella, Henri Georges Adam e altri. Su bozzetto ed idea di Henry Moore ha realizzato la "forma squadrata con taglio" che ora si trova in una delle piazze principali di Prato. Nel 1972 ha contribuito ad allestire la grande mostra di Henry Moore in  Forte Belvedere a Firenze. In quell'occasione è stato dallo stesso presentato alla principessa Margaret, contessa di Snowdon d'Inghilterra che era la madrina della mostra. Negli anni 70 è continuata la collaborazione con Henry Moore per il quale ha eseguito opere come The Arch che si trova a Londra in Hyde Park e The Spindle che si trova a Miami. Per lo scultore statunitense Robert Russin è stata realizzata, nel 1975, una grande scultura rappresentante Juan Pablo Duarte, inviata poi a Santo Domingo.  Nel 1987 ha subito un grave infortunio sul lavoro:una statua che stava scolpendo è caduta improvvisamente travolgendolo e procurandogli gravi fratture alle gambe. Ripresosi dall'infortunio, ha concluso la sua carriera presso il laboratorio di Giorgio Angeli a Querceta, collaborando alla realizzazione di altre opere per conto di artisti come Kan Yasuda e lavorando fino a pochi giorni prima della morte avvenuta nel 2007 all'età di 77 anni.

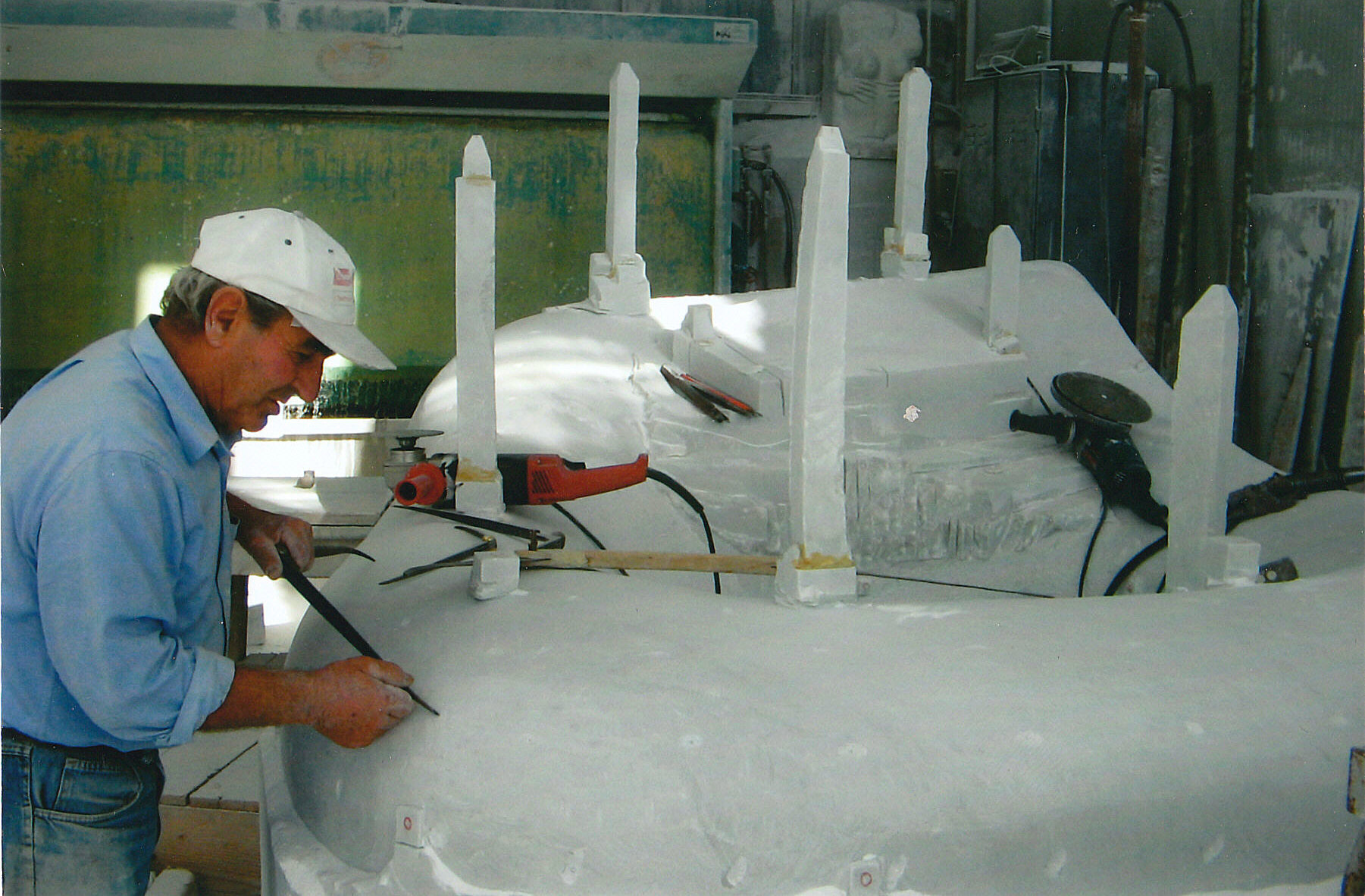
Giulio Cardini al lavoro, settembre 2006